# Campagna di Hazarajat
La campagna di Hazarajat ebbe luogo nel 1843 e fu una conseguenza della situazione creatasi in Afghanistan dopo la prima guerra anglo-afghana. A seguito di quest'ultima, Behsud e Bamiyan si erano liberate dal dominio afghano e Dost Mohammed Kahn, dopo aver ripreso il potere sull'Emirato dell'Afghanistan, decise di riconquistarle.

## Contesto
Durante la prima guerra anglo-afghana, il deposto sovrano dell'Impero Durrani, Shah Shuja Durrani, riconquistò temporaneamente il trono con l'aiuto dei britannici, riportando al potere la dinastia Durrani in Afghanistan. Shah Shuja Durrani mantenne il trono dal 1839 al 1842, anno in cui  fu sconfitto dai figli di Dost Mohammed Khan, in particolare da Wazir Akbar Khan. Ripreso il controllo sull'emirato, Dost Mohammed Khan si impegnò nella riconquista dei territori che si erano resi indipendenti durante la guerra, come Behsud e Bamiyan, e nella sottomissione di alcune tribù hazara presenti nella regione.

## La campagna
La campagna iniziò poco dopo un fallito tentativo di conquista della provincia di Konar guidato Wazir Akbar Khan e Mohammed Afzal Khan, figli di Dost Mohammed Khan. Fu condotta da un altro dei figli di Dost Mohammed Khan, Mohammed Akram Khan, che in pochi mesi riconquistò Bamiyan e Behsud e sottomise le tribù hazara di Dai Kundi e Dai Zangi. Quando Mohammed Akram Khan ritornò vittorioso a Kabul, portò molti doni a Dost Mohammed Khan, tra cui bestiame, tappeti e proventi delle tasse.

## Conseguenze
In seguito a queste conquiste, Dost Mohammed Khan fu in grado di espandere il suo dominio e, in seguito, di rivendicare territori come Balkh, sul versante opposto dell'Hindu Kush rispetto a Bamiyan.